# Ashleigh Johnson
Ashleigh Johnson (Miami, 12 settembre 1994) è una pallanuotista statunitense, portiere dell'Ethnikos.
Nel proprio palmarès internazionale, vanta tre titoli mondiali (2015, 2019 e 2022) e due titoli olimpici (2016 e 2021). È in vetta alla CWPA Hall of Fame per numero di parate. Nel 2019 ha vinto il Total Player Award.

## Carriera

### Club
Il 28 marzo 2014, durante la partita tra la sua squadra di club, il Princeston e il George Washington (che finisce con il punteggio di 12-5), stabilisce un record di parate in una sola partita, salvando la propria porta per 22 volte. A gennaio 2018 arriva in Europa per difendere i pali dell'Orizzonte Catania. Nel 2022 con l'Ethnikos Pireo vince la Coppa LEN.
.

### Nazionale
Nel 2014, viene eletta miglior portiere della Coppa del Mondo.
Il 19 agosto 2016, ai Giochi olimpici di Rio de Janeiro, conquista con la propria nazionale la medaglia d'oro dopo la vittoria per 12-5 sull'Italia. Nel corso della partita, è protagonista, tra l'altro, di una parata su un tiro di rigore.
Nel 2021, conquista con la propria nazionale la seconda medaglia d'oro olimpica e viene eletta miglior portiere del torneo, grazie alle sue 80 parate.

## Palmarès

### Club
- Coppe Italia: 1

Orizzonte Catania: 2017-2018
- Coppe LEN: 1

Ethnikos: 2021-22

### Nazionale
- Olimpiadi

Rio de Janeiro 2016: 
Tokyo 2020: 
- Mondiali

Kazan' 2015: 
Gwangju 2019: 
Budapest 2022: 
Doha 2024: 
- World League

Shanghai 2016: 
Shanghai 2017: 
Kunshan 2018: 
Budapest 2019: 
Atene 2021: 
Tenerife 2022: 
- Coppa del Mondo

Surgut 2018: 
Long Beach 2023: 
- Giochi panamericani

Lima 2019: 
Santiago del Cile 2023: